# Tamgrinia rectangularis
Tamgrinia rectangularis är en spindelart som beskrevs av Xu och Li 2006. Tamgrinia rectangularis ingår i släktet Tamgrinia och familjen mörkerspindlar. Inga underarter finns listade i Catalogue of Life.